# ブコサラダ
ブコサラダ(Buko salad)は、フィリピン料理のフルーツサラダ、デザートである。新鮮な若いココナッツの果肉の細切りに甘味を付けた牛乳やクリーム、その他の様々な材料を加えたものである。祝日や聖人暦の日に食べる最も人気のあり普遍的なデザートである
。
牛乳の割合を変えると、w:Samalamigという飲料になり、通常冷やして氷を入れて提供される。冷凍デザートとしたものは、アイスブコと呼ばれる。

## バリエーション
ブコサラダには、果物、グラマン、サゴヤシ、サトウヤシ、タピオカ、ナタデココ、マカプノ等を加えて多くのバリエーションが作られる。以下のような人気のあるバリエーションは、別の料理と考えられることもある。

### ブコハロ

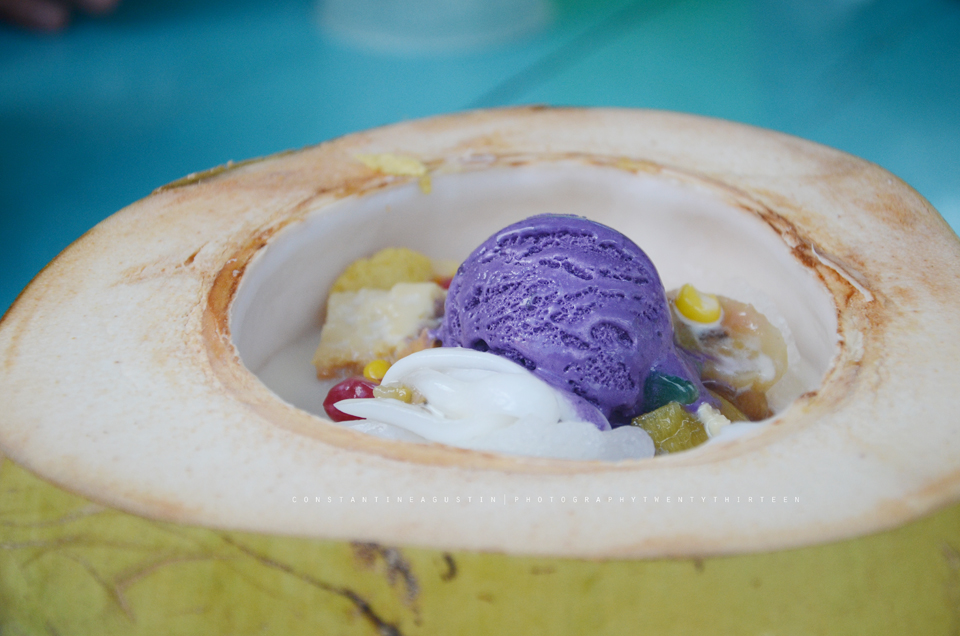
ブコサラダとハロハロを組み合わせたブコハロ。南コタバト州コロナダルで

ブコハロまたはブコハロハロは、ブコサラダとハロハロを併せたものであり、ココナッツの殻に入れて提供される。ココナッツを大量に用いる点で、ハロハロとは異なる。

### ブコメロン
カンテロープの塊やその他のゼリーを加えたブコサラダ。

### ブコパンダン

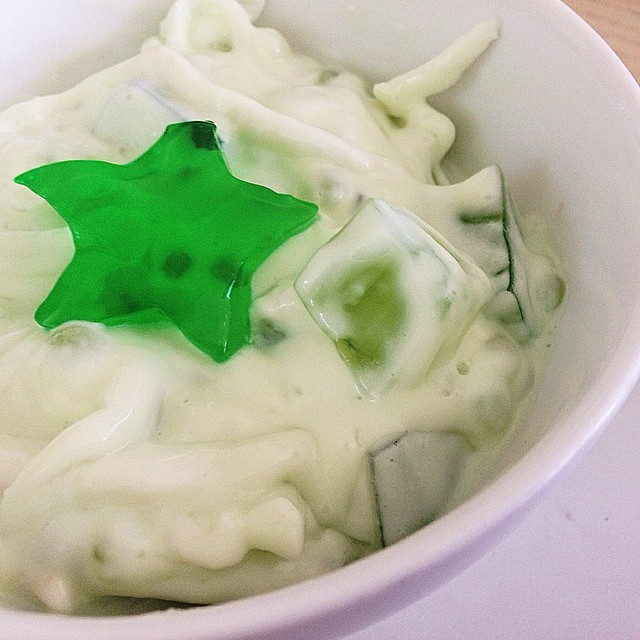
Buko pandan with gulaman cubes flavored with pandan leaf extracts from Baler, Aurora

人気のあるブコサラダのバリエーションは、パンダンリーフ精油で風味付けしたグラマンを加えたものである。

### ブコレイシ
ブコレイシは、ブコサラダにレイシを加えたものである。

### ラマウ
容易に手に入る材料で作れることから、農村地帯で人気のあるスナックである。若いココナッツの果肉、牛乳と砂糖（またはコンデンスミルク）、ソルティンまたはビスケット（またはグラハムクラッカー）から作る。また、オレンジ風味の飲料を加えることもある。半分に切ったココナッツの殻に載せて提供する。

### ブコマカプノ
マッシュしたダイジョとマカプノから作るサラダ。